# Gilgenberg am Weilhart
Gilgenberg am Weilhart es un municipio situado en el distrito de Braunau, en el estado de Alta Austria, Austria. Tiene una población estimada, a inicios de 2024, de 1322 habitantes.